# Ruud Lubbers
Ruud Lubbers, all'anagrafe Rudolphus Franciscus Marie Lubbers (Rotterdam, 7 maggio 1939 – Rotterdam, 14 febbraio 2018), è stato un imprenditore, diplomatico e politico olandese, membro dell'Appello Cristiano Democratico e ministro-presidente dei Paesi Bassi dal 4 novembre 1982 al 22 agosto 1994.
Nel 1982 è stato nominato primo ministro  con il supporto di una coalizione di centro-destra, poi è diventato il leader politico del CDA. Nel 1989, in seguito alla rottura dell'alleanza di governo, ha formato una grande coalizione con il Partito del Lavoro. Considerato come una figura dal temperamento politico conservatore, è descritto da alcuni come "erede" di Margaret Thatcher. Uno dei suoi più famosi slogan elettorali è "più mercato, meno Stato" ("Meer Markt Minder overheid").
Nel 1994, si è ritirato dalla politica dopo più di undici anni alla guida del paese, che costituì un record di longevità. Nel 1995 si presenta alla carica di Segretario generale della NATO, ma gli Stati Uniti metteranno il loro veto.
Cinque anni più tardi, è stato nominato Alto Commissario delle Nazioni Unite per i rifugiati e si insedierà nel 2001. Compromesso in uno scandalo di molestie sessuali nel 2004, viene finalmente assolto, ma si dimette nel 2005, pochi mesi prima della fine del suo mandato. Nel 2006 e nel 2010, si è mostrato in due missioni d'inchiesta, su richiesta della regina Beatrice
Lubbers era noto per le sue capacità di leader e costruttore di consenso. Durante il suo mandato, i suoi governi sono stati responsabili di importanti riforme alla sicurezza sociale, stimolando la privatizzazione e lo sviluppo sostenibile, rivitalizzando l'economia dopo la recessione negli anni 1980 e riducendo il deficit. Lubbers è stato insignito del titolo onorifico di ministro di Stato il 31 gennaio 1995 e ha continuato a commentare gli affari politici come statista fino alla sua morte, all'età di 78 anni. Detiene il record come il più giovane Primo ministro dei Paesi Bassi avendo preso la carica all'età di 43 anni e 6 mesi ed è il primo ministro dei Paesi Bassi ad aver avuto il secondo più lungo premierato olandese con 11 anni e 291 giorni di premierato olandese ed è costantemente classificato sia dagli studiosi che dal pubblico come uno dei migliori primi ministri dopo la seconda guerra mondiale.

## Biografia
Lubbers è nato in una famiglia cattolica di imprenditori. Ha frequentato il liceo presso i Gesuiti al Canisius College di Nimega e ha studiato dal 1957 al 1962 economia presso l'Università Erasmus di Rotterdam; Si è laureato con lode. Il padre ebbe Hollandia, un'azienda di costruzioni e ingegneria a Krimpen aan den IJssel, di cui era proprietario. Quando l'anziano Lubbers morì improvvisamente nel 1963, la guida degli affari passò ai figli Rob e Ruud.
Ruud Lubbers è stato un membro dell'Associazione studentesca cattolica Sanctus Laurentius e divenne presidente dell'allora Unione delle associazioni studentesche cattoliche nei Paesi Bassi. Sposatosi nel 1962 con Ria Lubbers, da lei ha avuto tre figli: Paolo, Bart e Helen.
Nel 2000 è stato presidente del WWF.

## Carriera politica

### Ministro degli affari economici

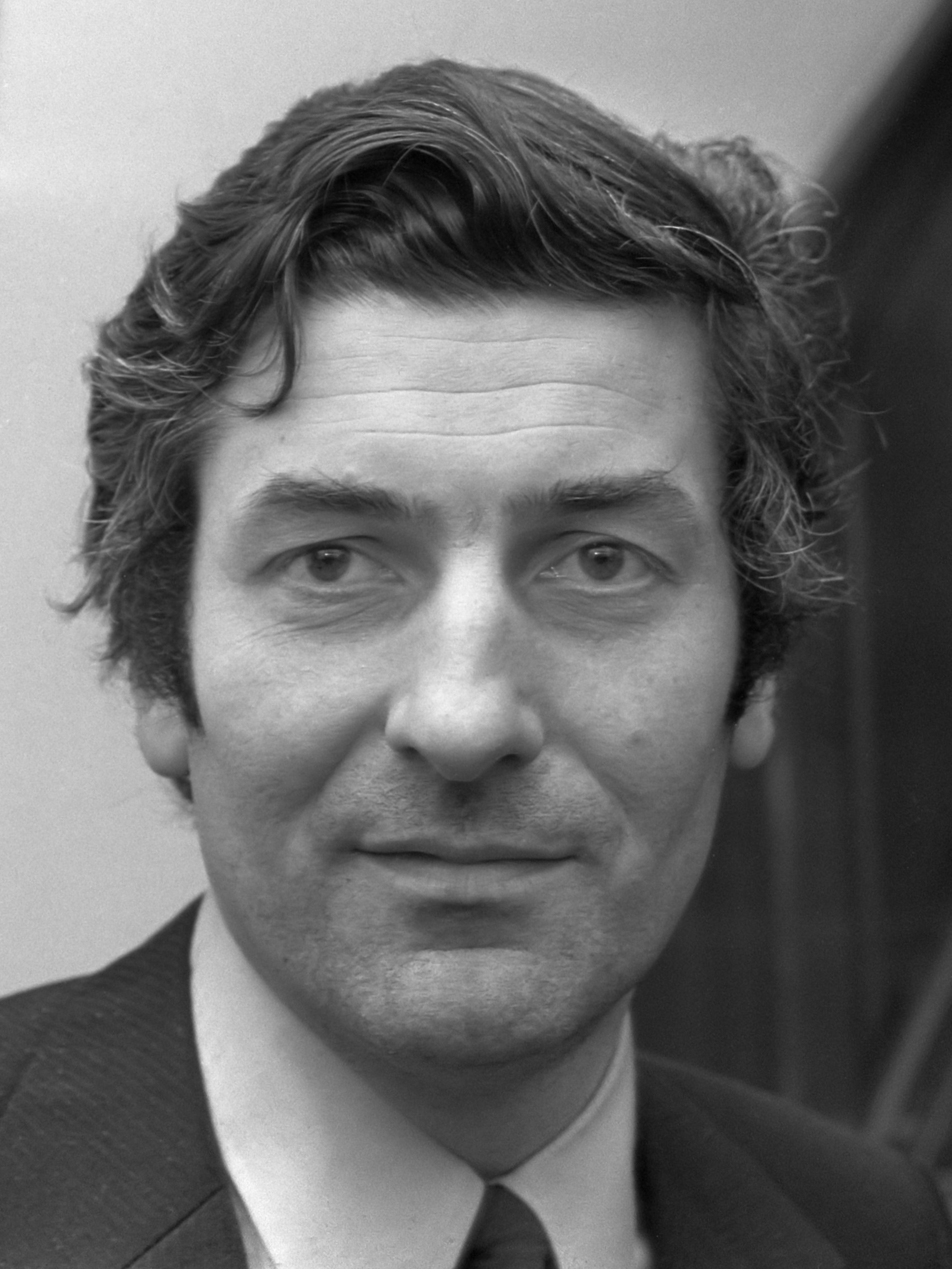
Ruud Lubbers come Ministro degli affari economici nel 1973.

Membro del Partito Popolare Cattolico (KVP) dal 1964, l'11 maggio 1973 è stato nominato ministro degli affari economici nel grande governo di coalizione guidato dal primo ministro laburista Joop den Uyl.
Durante il suo mandato, egli ottiene il mantenimento della disponibilità di petrolio nel paese dai paesi arabi, e viene approvata una legge che dà il controllo del governo sui prezzi e i salari. Inoltre promuove gli investimenti, l'adozione di misure per ristrutturare il settore e offre una nuova politica energetica includendo il garantire la sicurezza di approvvigionamento del paese.

### Salita e potere
È stato eletto alle elezioni nella Tweede Kamer del 25 maggio 1977.
Prende possesso del suo mandato il 22 dicembre, a seguito della formazione di un governo di centro-destra con il cristiano democratico Dries van Agt, che non partecipa. Il 7 novembre 1978 succede a Willem Aantjes come presidente del CDA, quest'ultimo costretto a dimettersi dopo le accuse sul suo comportamento durante la Seconda guerra mondiale.
Nelle elezioni dell'8 settembre 1982, il CDA ottiene il 29,3% dei voti e 45 deputati, un punto e due posti in meno sul lavoro. Anche se i cristiano-democratici sono in grado di formare una coalizione di maggioranza, van Agt si rifiuta di eseguire un nuovo mandato. Il partito sceglie Lubbers a succedergli. Questo imposta la maggioranza con il Partito Popolare per la Libertà e la Democrazia (VVD), che a sua volta ottiene 36 deputati.

### Ministro-presidente (1982-1994)

#### Coalizione di centro destra

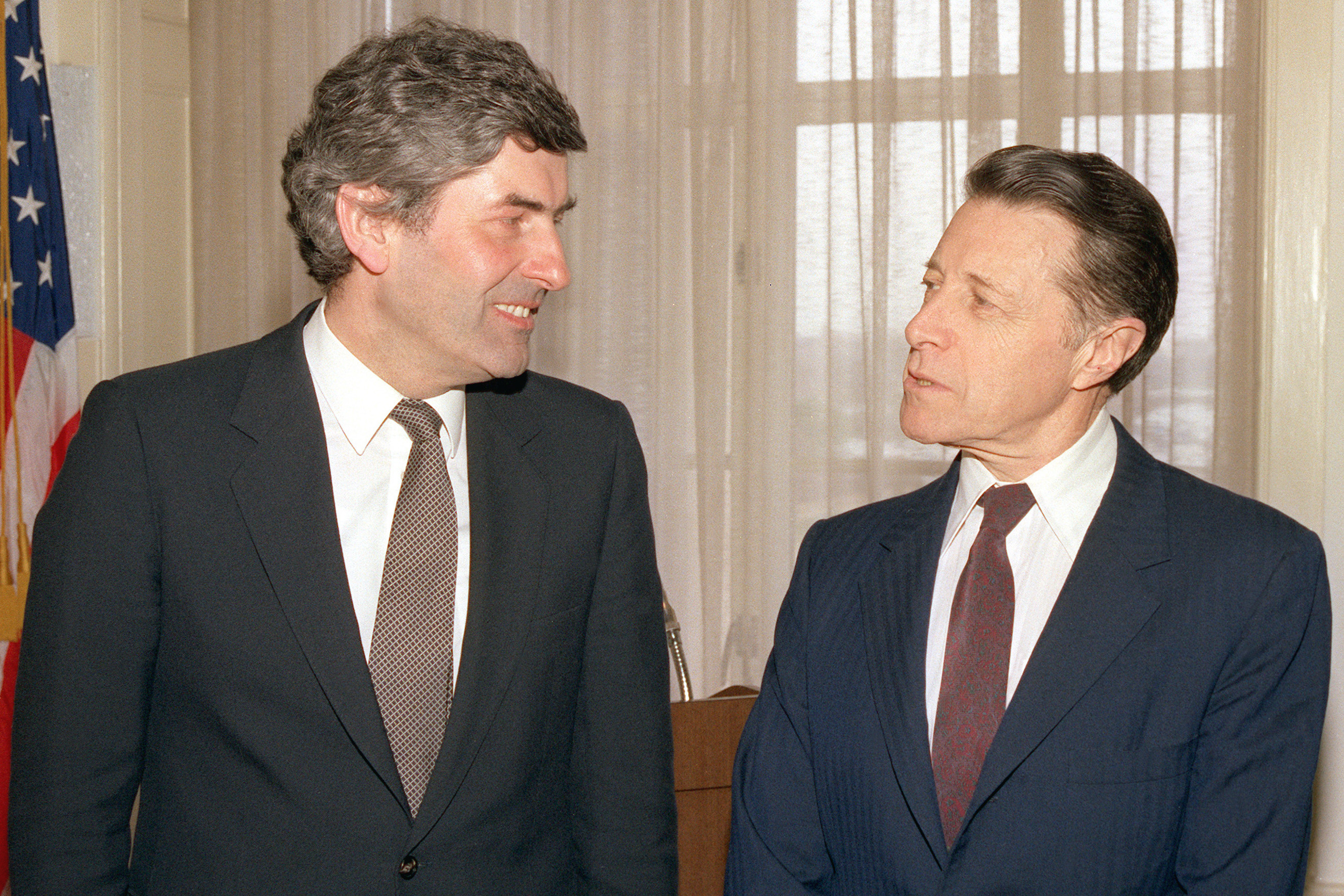
Ruud Lubbers e il Segretario della difesa degli Stati Uniti d'America Caspar Weinberger a Il Pentagono nel 1983.

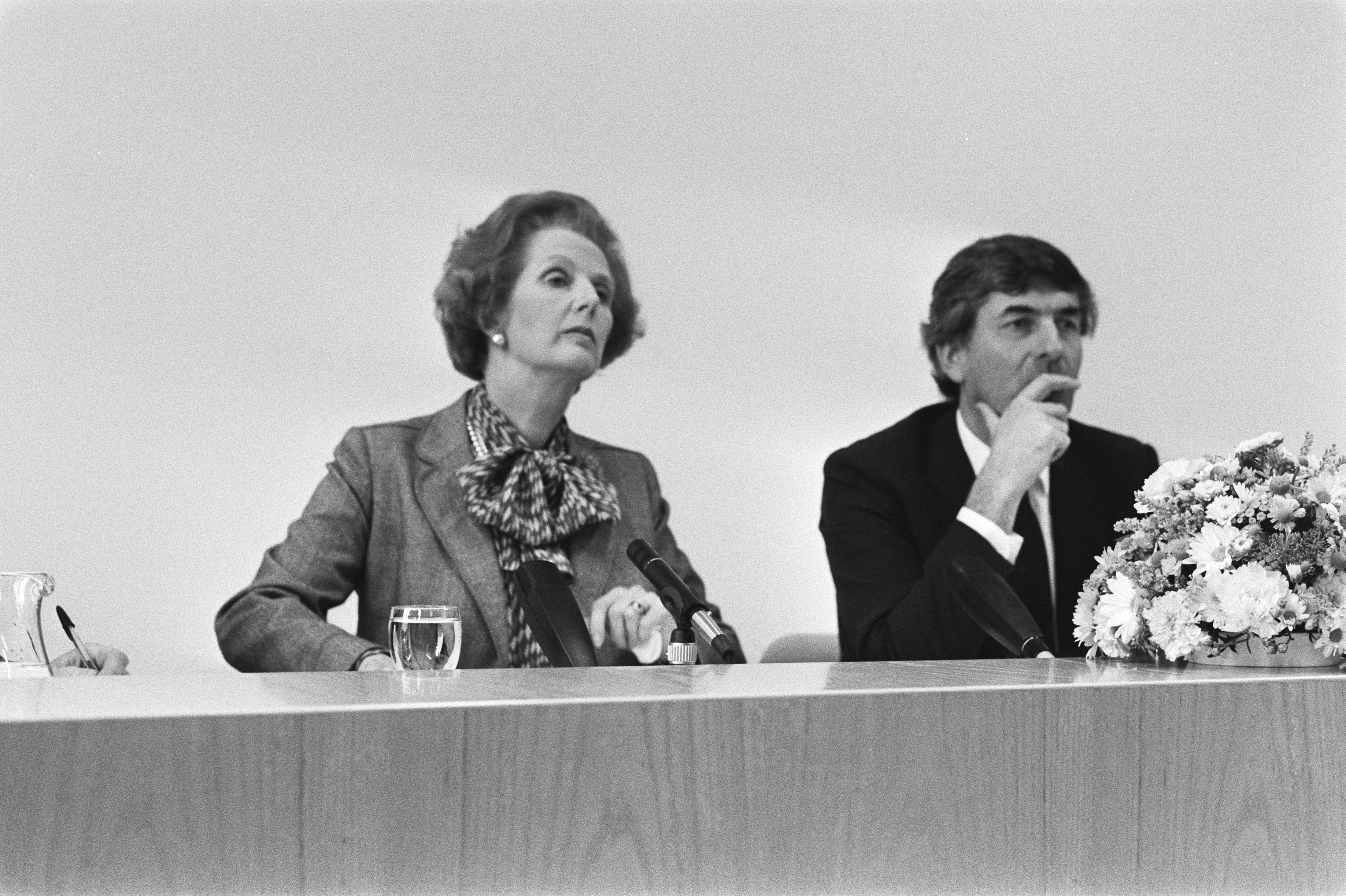
Ruud Lubbers e il Primo ministro del Regno Unito Margaret Thatcher nel 1983.

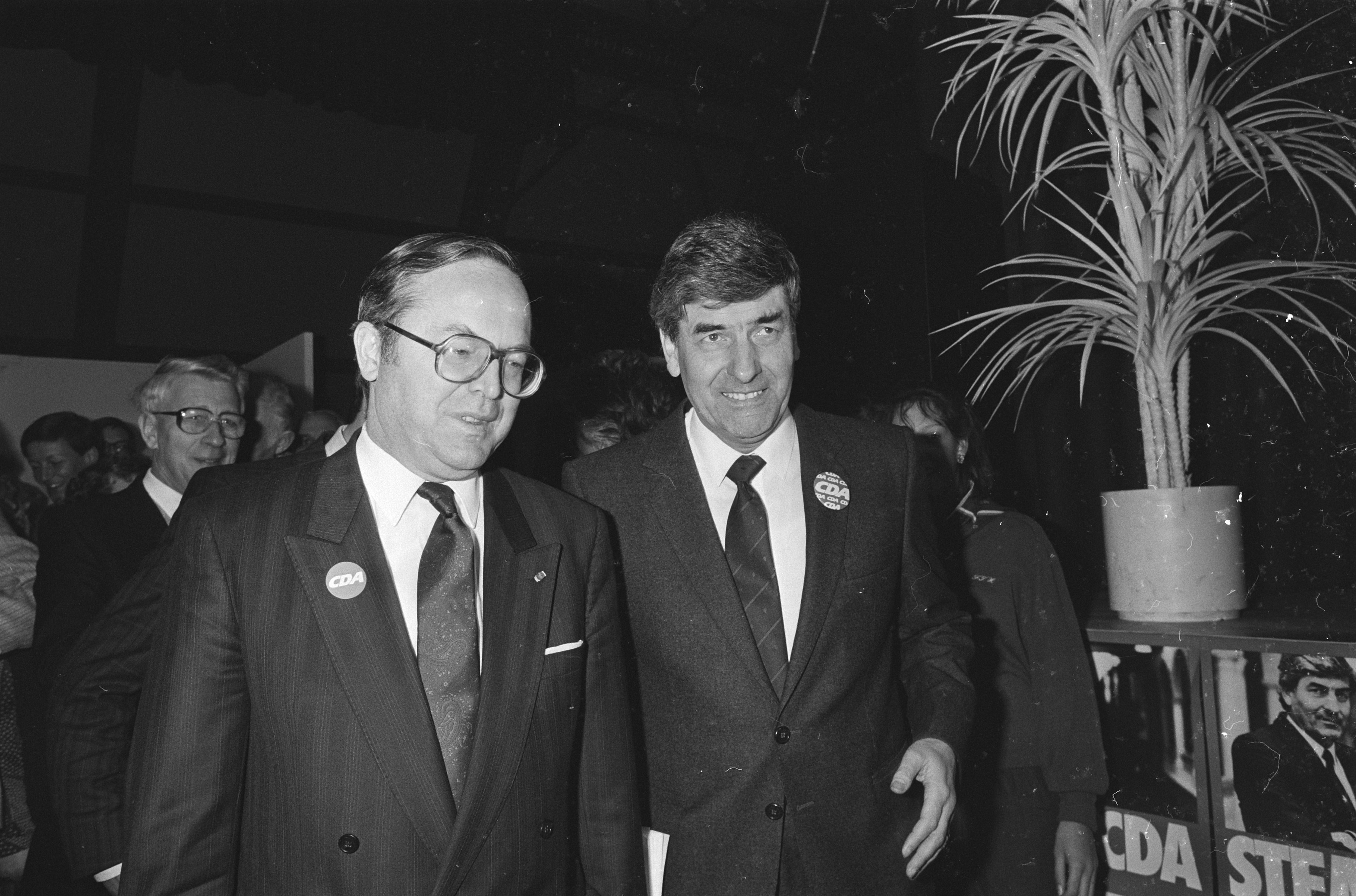
Ruud Lubbers e il Primo ministro del Belgio Wilfried Martens nel 1986.

Il 4 novembre è stato nominato primo ministro dei Paesi Bassi. Nel giorno del suo insediamento, è il più giovane capo del governo olandese, essendo a soli 43 anni.
Il suo governo ha poi proceduto a tagli profondi del bilancio, in particolare nel campo della salute, dell'istruzione e della protezione sociale, consentendo una drastica riduzione del deficit pubblico. Ha anche guidato la privatizzazione delle telecomunicazioni, postali, ferrovie e altre aziende pubbliche, riducendo le tasse e la durata del tempo di lavoro.
Nel 1984, dopo la visita di un anno precedente negli Stati Uniti e il suo incontro con Ronald Reagan, è d'accordo che la NATO possa dispiegare missili da crociera nei Paesi Bassi, in quanto parte della crisi dei missili europei arriva con un conseguente grande manifestazione a L'Aia. Nello stesso anno, ha partecipato all'epilogo della crisi derivante dalla domanda presentata da Margaret Thatcher per ottenere uno sconto sul contributo del Regno Unito al bilancio dell'UE, sigillato l'accordo al Consiglio europeo di Fontainebleau.
Egli ha inoltre visitato l'URSS nel 1986, al fine di discutere sul disarmo, e ha esortato l'evoluzione istituzionale di Aruba e le Antille olandesi.
Le elezioni legislative del 21 maggio 1986 sono un trionfo per Ruud Lubbers: il CDA progredisce al 34,6% dei voti e 54 seggi, un record che accade tre anni più tardi. Due posti a sedere, si avvale del Partito del Lavoro (PvdA). I liberali ottengono solo 27 deputati, la distanza tra le due parti aumenta di maggioranza da 9 a 27 deputati. Insieme il 14 luglio formano un nuovo governo.
Il 3 maggio 1989, il governo si dimette e prevede nuove elezioni il 6 settembre. Il VVD ha infatti rifiutato di sostenere il finanziamento del piano ambientale nazionale, che prevedeva un aumento dei prezzi del carburante dalla rimozione di un vantaggio fiscale.

#### La grande coalizione
Il giorno delle elezioni, i Democratici-cristiani hanno vinto il 35,3% dei voti e hanno ottenuto 54 deputati. I liberali che hanno ottenuto il 14,6% dei voti, hanno più di 22 parlamentari. Il rinnovo della maggioranza uscente è troppo rischiosa, Lubbers si rivolge al PvdA, che contiene 49 posti. 7 novembre 1989, dopo soli due mesi di trattative, il governo Lubbers III entra in carica. Il leader laburista Wim Kok detiene la carica di Vice Primo Ministro e Ministro delle Finanze.
Il nuovo governo ha avuto particolare attenzione nel garantire la ripresa dell'economia, appesantita dal calo della crescita e l'aumento della disoccupazione, che lo ha portato ad adottare una politica di rigore di bilancio e di revisione del sistema di disabilità del lavoro per promuovere un ritorno al lavoro.
Il 1990 è ricco nel campo diplomatico in quanto i Paesi Bassi annullano la loro partecipazione alla guerra del Golfo, promuovendo il coordinamento delle politiche energetiche dei membri della Comunità economica europea e ripristinando le loro relazioni con il Sudafrica, dove ha avuto inizio lo smantellamento del regime di apartheid. Un anno dopo, i membri della CEE firmano il Trattato di Maastricht sull'Unione europea, che rafforza i legami politici.
Il 4 ottobre 1992 Lubbers affronta lo schianto del volo El Al 1862 nel comune di Bijlmermeer, un sobborgo di Amsterdam.

## Altre attività

### Attività ecologiche
A seguito del Summit sulla Terra nel 1992, Lubbers si è impegnato con l'iniziativa Carta della Terra in collaborazione con Mikhail Gorbachev e Maurice Strong. Il documento della Carta della Terra è stato lanciato nel Palazzo della Pace a L'Aia nel giugno 2000. Lubbers è un membro attivo della Commissione internazionale della Carta della Terra che si estende, in particolare alla gioventù in Olanda, con il messaggio della Carta della Terra per una strategia sostenibile e un Mondo pacifico.

### Accademico
Dal 1995 al 2000 insegna Studi sulla Globalizzazione presso l'Università di Tilburg nei Paesi Bassi e presso la John F. Kennedy School of Government presso l'Università di Harvard negli Stati Uniti. È stato anche vicepresidente della Commissione Mondiale Indipendente sugli Oceani e presidente di Globus, l'Istituto per la Globalizzazione e lo Sviluppo con sede a Tilburg.

### Alto commissario delle Nazioni Unite per i rifugiati

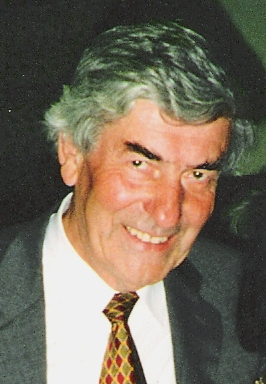
Ruud Lubbers nel 2002

Alla fine dell'anno 2000, Lubbers è stato nominato dal segretario generale delle Nazioni Unite Kofi Annan succedendo a Sadako Ogata come alto commissario delle Nazioni Unite per i rifugiati (UNHCR).
A partire dal 1º gennaio 2001, Lubbers ha guidato l'UNHCR, che ha costituito oltre 5.000 dipendenti che lavorano in tutto il mondo, e che riguarda circa 21 milioni di profughi e sfollati internamente in oltre 120 paesi in tutto il mondo. Durante il suo mandato, il numero dei rifugiati in tutto il mondo è diminuito di quasi il 22%, passando da 21,8 milioni nel 2001 a quasi 17,1 milioni all'inizio del 2004.
Lubbers ha anche favorito una politica generosa di rifugiati per i Paesi Bassi e critica la Legge sui cittadini stranieri (Vreemdelingenwet). Ha anche stabilizzato la situazione finanziaria dell'UNHCR e ha aumentato notevolmente i mezzi finanziari per il ricovero dei rifugiati
Ogni anno ha donato circa 300.000 dollari all'agenzia rifugiati da quando ha assunto la sua carica nel 2001, coprendo quindi il proprio stipendio e le spese di viaggio annuali di 167.000 dollari.

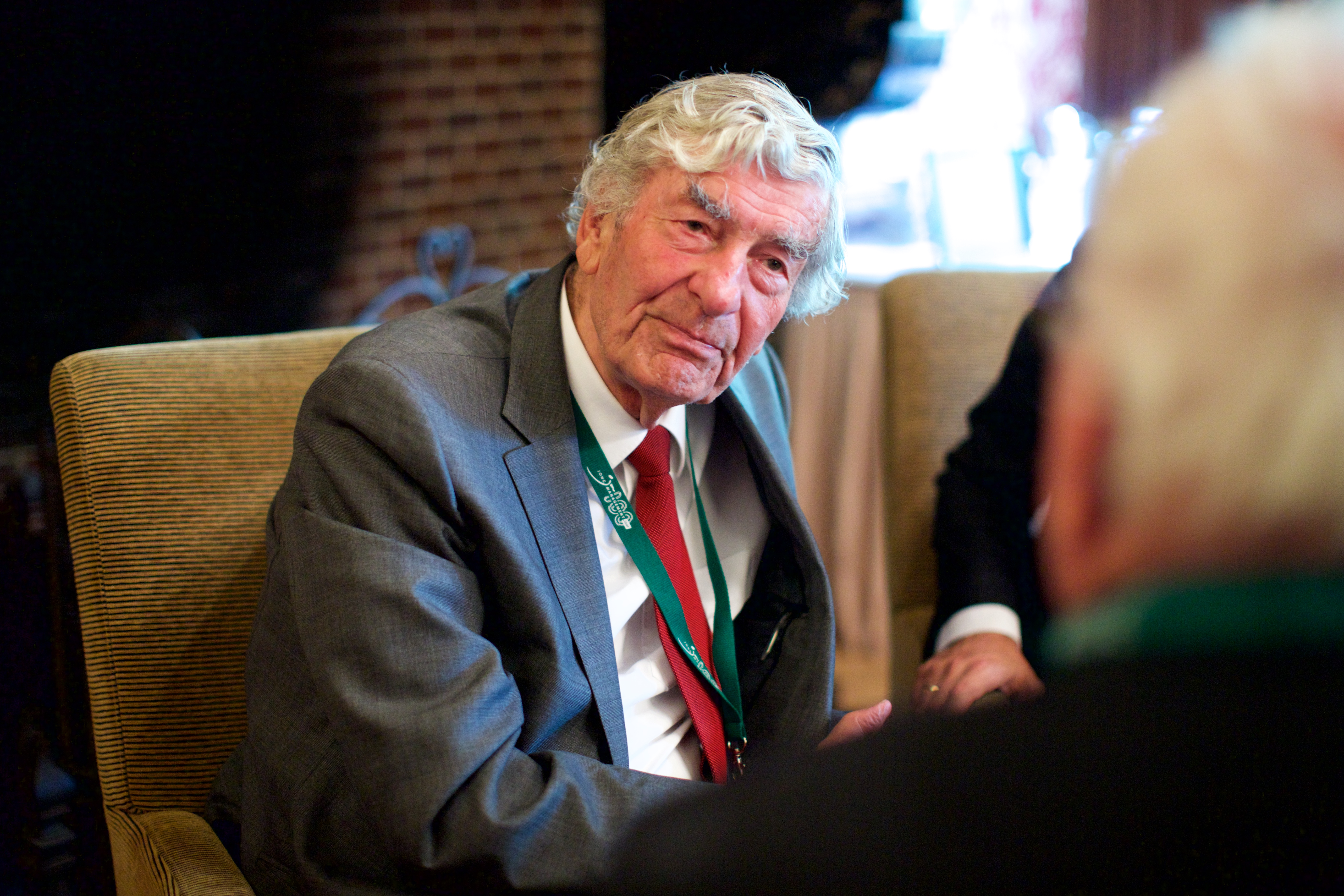
Ruud Lubbers nel 2016.

## Informatore
Dopo la caduta del Governo Balkenende II, Lubbers è diventato l'informatore per la formazione del Governo Balkenende III.
Per la formazione del governo olandese del 2010, dopo incontri di coalizione tra il Partito Popolare per la Libertà e la Democrazia, il Partito del Lavoro, i Democratici 66 e Sinistra Verde che non hanno costituito un nuovo governo viola, è stato nuovamente chiesto a Lubbers di diventare Informatore cercando la possibilità di una nuova coalizione.

## Morte

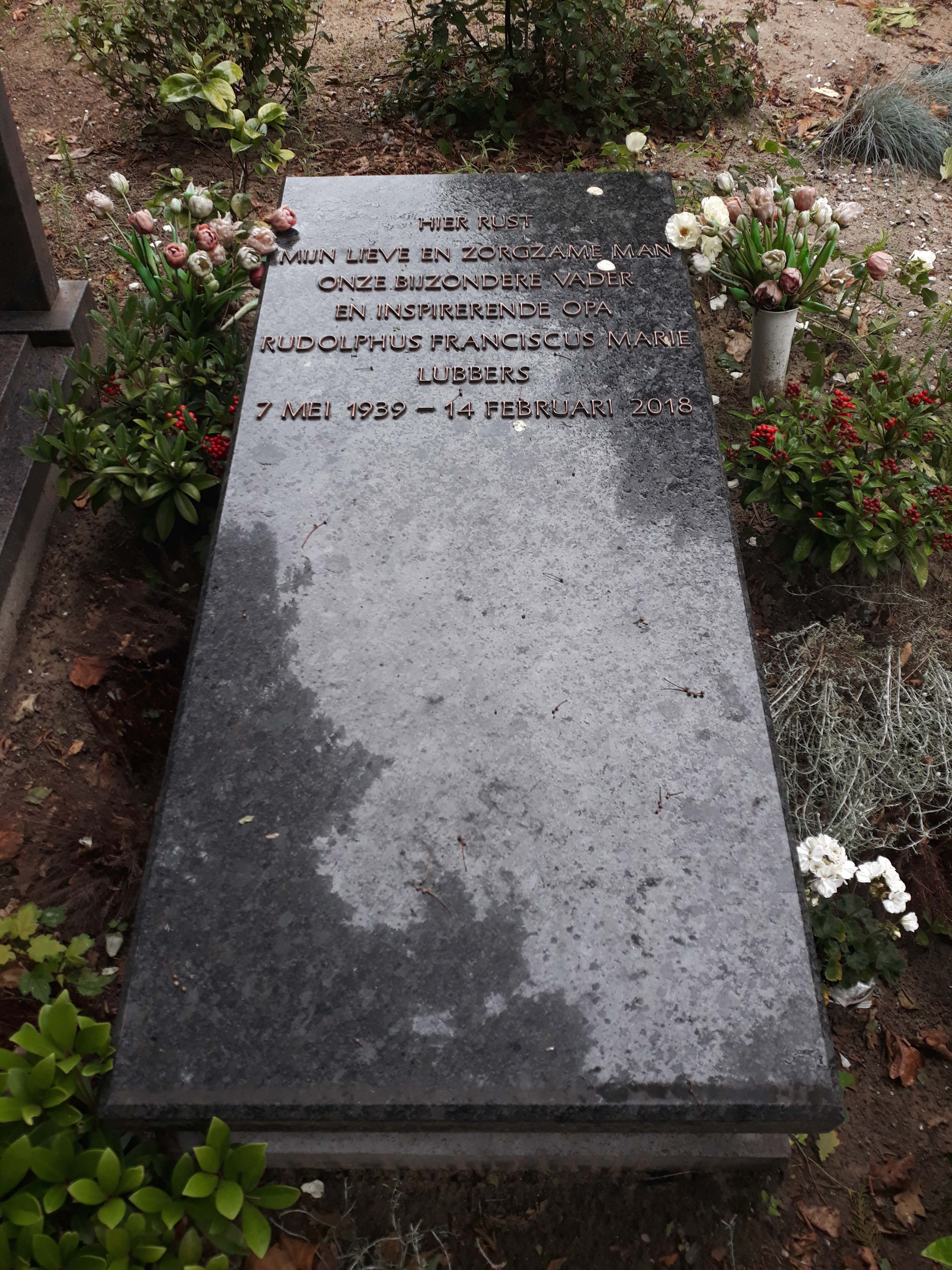
Tomba di Ruud Lubbers nel cimitero cattolico Laurentius a Rotterdam.

Lubbers è morto a Rotterdam il 14 febbraio 2018, all'età di 78 anni per cause naturali. Tra i leader mondiali i quali hanno offerto le loro condoglianze c'era l'ex presidente dell'Unione Sovietica Michail Gorbačëv, il Primo ministro della Russia ed ex Presidente della Russia Dmitrij Medvedev, il Cancelliere della Germania Angela Merkel, l'ex Primo ministro del Portogallo e Segretario generale delle Nazioni Unite António Guterres, l'Alto commissario delle Nazioni Unite per i rifugiati Filippo Grandi e il Presidente della Commissione Europea ed ex Primo ministro del Lussemburgo Jean-Claude Juncker. I primi ministri Dries van Agt, Wim Kok e Jan Peter Balkenende. I funerali si sono svolti il 20 febbraio 2018 e hanno partecipato il primo ministro Mark Rutte e tutti gli ex primi ministri viventi.

## Pubblicazioni
- Samen onderweg, 1991
- Geloof in de samenleving: christen-democratie in drie generaties: Ruijs, Klompé, Lubbers, 1998
- Vluchtelingen in onze tijd, mijn hart voor vluchtelingen, 2005
- De vrees voorbij: een hartenkreet/Ruud Lubbers in gesprek met Carolina Lo Galbo, 2007